# رابرت لین
رابرت لین (انگلیسی: Robert Lane; ۱۶ ژانویهٔ ۱۸۸۲ – ۱۷ نوامبر ۱۹۴۰) بازیکن فوتبال اهل کانادا بود.
وی به‌همراه باشگاه فوتبال گالت به قهرمانی بازی‌های المپیک تابستانی ۱۹۰۴ دست پیدا کرده‌است.